# Río Piratiní
El río Piratiní (en portugués: Piratini) es un río brasileño en el sudeste del estado de Río Grande del Sur. Nace en el divortium aquarum entre la Cuenca del Plata (hacia el oeste) y la cuenca directa al océano Atlántico (hacia el este); las nacientes de este curso fluvial se encuentran en la cuchilla del municipio de Jóia desde la cual este río corre en dirección este durante un trayecto de unos 120 kilómetros. Toda la pequeña cuenca del río Piratiní es afluente casi directa del océano Atlántico, sólo la separan del océano el Canal San Gonzalo que la vincula con las lagunas Merín y de los Patos afluentes directas del citado océano.
Sus principales afluentes son el arroyo Santana por la margen derecha y los arroyos Ituina y das Capivaras por la margen izquierda.
El río Piratiní a mediados de su curso separa las ciudades de Pedro Osório y Cerrito unidas por un puente ferroviario que durante una creciente ocurrida en 1992 fue la única construcción sobre este río que resistió al fuerte volumen de las aguas que descendían a gran velocidad.

## Toponimia
Piratiní es una palabra compuesta del idioma guaraní; en dicha lengua significa "pez revoltoso" (pirá = pez; tiní = revoltoso, furioso, barullento).

## Historia
Los demarcadores del Tratado de San Ildefonso (1777), firmado por España y Portugal, no se pusieron de acuerdo sobre si los artículos 3 y 4 del tratado expresaban que el límite entre ambos era el río Piratiní (posición española) o el río Yaguarón (posición portuguesa). Por esta razón el límite nunca fue demarcado y se mantuvo de facto entre las guardias de uno y otro país entre ambos ríos hasta conquista portuguesa de 1801.
Hasta el gobierno uruguayo de Atanasio Cruz Aguirre en 1864 (y manteniendo anteriores reclamaciones limítrofes del tiempo del Virreinato del Río de la Plata y de la Provincia Oriental liderada por José Gervasio Artigas) el río Piratiní fue considerado su límite noreste por el Estado Oriental del Uruguay, aunque permaneció en manos brasileñas. Casi coetáneamente la República Riograndense se había fundado oficialmente en la ciudad entonces fronteriza de Piratinim.